# Кумаритов, Михаил Григорьевич
Михаил Григорьевич Кумаритов (19 августа 1896, с. Дзау, Тифлисская губерния, Российская империя — 1942, Сталинградская область, РСФСР, СССР) — советский медик, ректор Дагестанского государственного медицинского института (1935—1936). Народный комиссар здравоохранения Дагестанской АССР (1934—1938).

## Биография
Родился в селе Джава,  Южная Осетия. В 1909 году окончил сельскую школу, а в 1917 году — гимназию в городе Гори. В 1917 году, после окончания гимназии, поступил на исторический факультет тифлисского Закавказского университета, но отучившись один год, оставил учебу и переехал в Цхинвали. С 1918 по 1919 год Кумаритов занимается репетиторством. В конце августа 1919 года он переезжает в Баку, где благодаря поддержке большевиков, записывается в добровольцы для борьбы с армией Деникина и в декабре 1919 года едет устанавливать советскую власть в Дагестане. 
В 1920 году он поступает на медицинский факультет Первого Московского медицинского института, параллельно работает заместителем военного комиссара московских медицинских факультетов. В 1926 году после окончания вуза Кумаритова направляют в Цхинвал, где он до 1929 года возглавлял народный комиссариат здравоохранения Юго-Осетинской автономной области. С 1929 по 1934 годы Кумаритов обучается ординатуре и аспирантуре Первого Московского медицинского института. В июле 1934 года назначается Народным комиссаром здравоохранения Дагестанской АССР, параллельно с декабря 1934 года по март 1936 года, работает директором Дагестанского медицинского института.  
Михаил Кумаритов много сделал для развития здравоохранения Дагестана. В 1934 году была открыта Республиканская клиническая больница на 610 мест, созданы специализированные диспансеры и стационарные учреждения. К 1936 году в республике уже было более 100 амбулаторий и поликлиник, около 60 больниц, 200 фельдшерских и фельдшерско-акушерских пунктов, 10 родильных домов, более 20 женских и детских консультаций, около 80 сельских врачебных участков.  
В Дагестанском медицинском институте открылись новые кафедры – микробиологии, патанатомии, патфизиологии, гигиены, общей хирургии, пропедевтики внутренних болезней. Были построены биофизиологический корпус и студенческое общежитие. К концу 1935 года научно-педагогический коллектив мединститута составлял 50 человек, среди них 11 профессоров.
В феврале 1938 года Михаил Кумаритов был снят с должности наркома здравоохранения Дагестанской АССР и арестован. Он категорически отрицал свою причастность к контрреволюционной деятельности, несмотря на многочисленные допросы. В том же году, за недоказанностью вины, его освободили.
С ноября 1939 года Кумаритов в составе Красной Армии участвует в советско-финляндской войне, за отличия в которой был награждён медалью «За боевые заслуги» (19.05.1940).  С 1940 по 1941 годы работал в московской комендатуре. Великую Отечественную войну встретил в должности начальника 45-го военного полевого передвижного госпиталя, в звании военврача 2 ранга. В 1942 году в ходе Сталинградской битвы пропал без вести.

## Личная жизнь
В 1929 году женился на студентке Первого московского медицинского института Анне Исааковне Белкиной. У них родилась дочь Тамара, которая является матерью миллиардера Михаила Прохорова и  литературоведа Ирины Прохоровой. 
В 1938 году Кумаритов развёлся с А.И.Белкиной, в том же году женился на Вере Викторовне Кошевой, у них родился сын Борис — заслуженный артист РСФСР.